# Timoci Tavatavanawai
Pas d'image ? Cliquez ici

a Compétitions nationales et continentales officielles uniquement.

b Matchs officiels uniquement.
Dernière mise à jour le 25 juillet 2025.
Timoci Tavatavanawai, né le 14 février 1998 à Nausori (Fidji), est un joueur international néo-zélandais d'origine fidjienne de rugby à XV. Il joue aux postes d'ailier ou de centre avec les Highlanders en Super Rugby depuis 2024, et avec la province de Tasman en NPC depuis 2021.

## Biographie

### Formation et carrière au niveau amateur (jusqu'en 2021)
Timoci Tavatavanawai naît aux Fidji à Nausori, et grandit dans le village de Naikawaga dans la province de Tailevu,. Il grandit dans la pauvreté, au sein d'une famille comportant neuf enfants.
Il joue au rugby depuis son plus jeune âge, sport pour lequel il se passionne et montre un certain talent. Éduqué à la Queen Victoria School (en), il évolue avec l'équipe de l'établissement au sein du championnat lycéen national. Avec cette équipe, il remporte le championnat des moins de 18 ans en 2016, jouant notamment aux côtés de Meli Derenalagi ou Emoni Narawa,. Il dispute également avec son école une tournée au Japon,.
En 2016, il est retenu avec la sélection fidjienne des moins de 18 ans, avec qui il affronte les sélections scolaires australienne et néo-zélandaise,. 
Plus tard la même année, il est sélectionné avec l'équipe des Fidji des moins de 20 ans, et dispute à la fin de l'année le trophée junior d'Océanie. Son équipe remporte la compétition, et Tavatavanawai est considéré comme l'un des éléments clés de son équipe. L'année suivante, il dispute et remporte à nouveau cette compétition continentale,. 
Repéré par ses performances, il rejoint en 2017 la Nouvelle-Zélande et commence à jouer au rugby au niveau amateur, avec le Central Rugby Club de Blenheim dans la région de Marlborough, évoluant dans le championnat de la fédération de Tasman,,. À côté, il travaille dans le milieu du bâtiment. 
En 2017, il dispute le championnat provincial des moins de 19 ans avec l'équipe de la province de Tasman. Considéré comme trop léger pour passer professionnel à son arrivée, avec un poids de 70 kg, il prend alors 35 kg en plusieurs années, grâce à un régime particulier et une pratique assidue de la musculation,. En 2020, il reçoit le titre de meilleur joueur du championnat de Tasman. Dans la foulée, il a l'occasion de disputer les matchs de présaison avec l'équipe professionnelle provinciale, sans pour autant obtenir de contrat.

### Début de carrière professionnelle (2021-2024)
Au début de l'année 2021, grâce à ses performances en club, Timoci Tavatavanawai rejoint la franchise des Crusaders en tant que membre de l'effectif élargi, compensant des absences sur blessures au sein de l'équipe,. S'il ne joue aucun match officiel, il dispute un match de présaison face aux Highlanders, et inscrit un doublé. Au mois de mai, il rejoint les Highlanders jusqu'à la fin de la saison en cours, en remplacement de Connor Garden-Bachop (en) blessé. Il ne foule pas non plus les terrains avec cette équipe.
Plus tard en 2021, il est retenu au sein de l'effectif professionnel de la province de Tasman pour disputer le National Provincial Championship (NPC). Il joue son premier match le 8 août 2021 contre Bay of Plenty. Il est titulaire à l'aile lors de la phase finale du championnat, inscrivant notamment un essai lors de la demi-finale gagnée face à Hawke's Bay, avant de participer à la défaite de son équipe en finale face à Waikato. Il joue un total de dix matchs lors de cette première saison, et inscrit quatre essais.
Dans la foulée de cette saison réussie au niveau provincial, il est recruté par la nouvelle franchise des Moana Pasifika pour disputer la saison 2022 de Super Rugby,. Il joue son premier match avec sa nouvelle équipe lors de la septième journée du championnat, le 2 avril 2022 contre les Blues,. Il s'impose à partir de ce match comme un titulaire indiscutable à l'aile de son équipe, et impressionne par sa puissance physique,,. Il termine l'année avec huit matchs disputés et deux essais marqués. Il est également le joueur ayant battu le plus de défenseurs en Super Rugby lors de la saison 2022. La qualité de ses performances lui permettent d'obtenir une prolongation de contrat pour 2023, et il se voit aussi récompensé par le titre du meilleur arrière de l'année de sa franchise. Sa seconde saison en Super Rugby est du même acabit, puisqu'il inscrit cinq essais en douze rencontres, et termine cette fois second au classement des défenseurs battus, derrière Mark Telea,.

### Affirmation aux Highlanders et débuts internationaux (depuis 2024)
Après deux années avec les Moana Pasifika, Timoci Tavatavanawai s'engage pour deux saisons avec les Highlanders à partir de la saison 2024 de Super Rugby. Il débute avec sa nouvelle franchise le 24 janvier 2024 face à son ancienne équipe des Moana Pasifika, et inscrit un essai à cette occasion,. Il maintient un haut niveau de performance avec les Highlanders, devenant immédiatement un cadre (quinze matchs, cinq essais) et affirme alors souhaiter percer au niveau international, que ce soit avec les Fidji ou son pays d'adoption, la Nouvelle-Zélande,.
Au début de sa deuxième saison, il est nommé co-capitaine de son équipe, aux côtés du troisième ligne Hugh Renton (en). Il est également replacé au poste de premier centre, une position où il avait évolué quand il était plus jeune,. Il s'impose immédiatement à ce poste, et impressionne les observateurs par ses qualités, aussi bien offensives que défensives,. Il prolonge alors son contrat avec les Highlanders jusqu'en 2027.
En juin 2025, après avoir décliné l'opportunité de jouer avec les Fidji, il est sélectionné pour la première fois en équipe de Nouvelle-Zélande pour participer à la série de test matchs face à la France,,. Il est annoncé sur le banc des remplaçant pour le second match de la série, le 12 juillet 2025,. Durant le match, il connaît sa première cape en faisant son entrée à la place de Jordie Barrett, sa sélection s'imposant 43 à 17.

## Style de jeu
Timoci Tavatavanawai est un ailier ou centre doté d'un gabarit compact et dense (1,75 m pour 105 kg environ). En attaque, sa puissance physique rare lui permet de battre régulièrement les défenseurs adverses et d'avancer au contact,. C'est également un joueur technique, et performant en défense, notamment au grattage,. Par ses qualités, il est comparé à l'ancien centre All Black Ma'a Nonu, ou à son compatriote Josua Tuisova,.

## Palmarès

### En province
- Finaliste du NPC en 2021 avec Tasman.

### Distinctions personnelles
- Membre de l'équipe type du Super Rugby en 2025.